# Джон М'юр
Джон Мюїр (Джон М'юр) (англ. John Muir, 21 квітня 1838 — 24 грудня 1914) — відомий шотландський та американський природоохоронець, ідеолог природоохоронного руху. Народився в Шотландії. У 1849 році емігрував разом зі своєю родиною до Сполучених Штатів, пізніше вступив на курси з хімії, геології та ботаніки в університет Вісконсину. Джон Мюїр — основоположник заповідної справи в США, організатор американської служби національних парків, талановитий публіцист на захист природи. Засновник і перший президент однієї з найсильніших американських природоохоронних організацій — Сьєрра-Клубу, ідеолог американської охорони дикої природи, батько американського природоохоронного руху. «Я відчуваю мало симпатії до людини, — заявив якось Джон Мюїр, — і якби відбулася війна між дикими тваринами і Його Величністю Людиною, я б став на бік ведмедів».

## Життя і погляди
На відміну від інших титанів американської природоохорони — Генрі Торо і Олдо Леопольда, невизнаних за життя їх сучасниками, Джон Мюїр був дуже популярний. Його називали «містичним екологом». Найпрестижніші газети і журнали замовляли йому статті, з ним особисто підтримував зв'язок президент США Теодор Рузвельт. І донині книги Мюїра перевидаються величезними тиражами.
Мюїр здійснив тривалі подорожі по всій Америці, ведучи спостереження одночасно як учений і як ентузіаст дикої природи. «Він пройшов від Індіани до Флориди, зазнав напади малярії, перебивався випадковими заробітками на пляжах Куби і подорожував пароплавом через Панамський канал до Каліфорнії протягом одного року. Подібно до всіх, хто прагнув до добровільного вигнання, його „покликання“ вимагало старанних паломництв, і він продовжував їх безустанно. „Моє перше літо в Сьєррі“ є радісним захопленим журналом не про шляхи, а про прибуття. У цих горах Мюїр знайшов свою „справжню північ“, точку на компасі, яка завжди притягає його».
"У своїх подорожах Мюїр іноді стикався з індіанською і ескімоською культурами і відчував відповідну схожість їхніх релігійних ідей. «Вільні від християнської зарозумілості, вони молилися природним богам і неолюдненим створінням».
Етичні, естетичні та теологічні ідеї Мюїра об'єдналися в науковий натуралізм, підкріплений пантеїзмом. Мюїр уявляв собі науку, мотивовану релігійним бажанням побачити обличчя Бога. Цінності і факти, таким чином, виявлялися нероздільними. Наприклад, спостерігаючи диких і одомашнених овець, Мюїр доводить, що «добре створена природою вовна дикої вівці краща і красивіша, ніж прирученої». Можна розуміти так — все, що створено Природою (Богом), краще, ніж перероблене людиною. «Чисте дике життя є тією самою необхідністю для людей і овець разом узятих».
Етика, естетика, наука і релігія утворили об'єднану систему природоохоронної ідеології Мюїра. "Мюїр розширив ідею Емерсона про те, що «не існує об'єкта настільки огидного, щоб сильніше світло не зробило його красивим», застосувавши її до парків і лісових заповідників. Мюїр стверджував, що «жоден з ландшафтів Природи не є потворним остільки, оскільки він є диким». Це було дуже важливе в ідеологічному плані твердження, що означало революційний переворот в людському оцінюванні природи.
Розвиваючи ідеї своїх вчителів, американських філософів-трансценденталістів Ральфа Емерсона і Генрі Торо, Мюїр був одним з «винахідників» ідеї дикої природи, тобто визначав дику природу як в першу чергу моральну, красиву і священну. За твердженнями Мюїра, дикі місцевості наділені містичними здібностями надихання і пожвавлення. Він радив: "Підніміться в гори за добрими звістками. Спокій природи все одно, що сонячні промені на деревах … «. „У дикій природі, особливо в горах, антипатія між охороною природи і сучасною культурою здавалася такою ж ясною, як повітря. Мюїр вірив, що будь-хто, хто потрапляє на вершини Сьєрри, допомагатиме захищати їх“. Він любив повторювати, що дивитися на гору — все одно, що дивитися на святиню. Дика природа, на думку Мюїра, існує насамперед для себе і свого Творця. Для Мюїра дикий ліс був святіший, ніж церкви, побудовані людьми у відриві від землі, без думки про її збереження. Одного разу екофілософ заліз на вершину хиткої від вітру сосни, щоб бути ближче до дикості шторму.
„Я живу тільки для того, щоб відкрити очі людям на чарівність природи“, — писав Мюїр в 1874 році. Прирівнюючи Бога і природу, він висловив бажання людини злитися зі світом, частиною якого той є, і примирити надприродне з природним. „Найпряміший шлях до всесвіту веде через дикі ліси“. І так само, як і для Генрі Торо, інтуїція була головним шяхом до природи; його ідея про дику природу формувалася на основі роздумів після безпосередніх зустрічей з природою. Багато біографів Мюїра відзначають, що його ідея дикої природи швидше виражається більш релігійно, ніж філософськи. Дійсно, коли йому ще не було 30 років, він відчув на лоні природи релігійне перетворення, в основі якого лежало його твердження про дику природу як святе місце. Разом з тим Мюїр був одним з перших в США, хто став проповідувати і етичні погляди щодо дикої природи.
Мюїр, дотримуючись цілком біоцентричних позицій, прийшов до переконання, що людство є всього лише одним з багатьох природних видів, що існують у межах взаємозалежного співіснування життя на Землі, „і що завдяки поєднанню релігійної зарозумілості, жадібності і явного невігластва, Людина-Пан сліпо знищила це життя. Ідея Мюїра про те, що людські права не більш привілейовані, ніж інші, розширює значення мюїрівського віровідступництва за межі пантеїзму. Ця ідея була настільки далекосяжною, настільки не вписується в основні загальноприйняті поняття, що й донині залишається темою філософських та екологічних дебатів“.
Широко відома історія, коли Джон Мюїр не дозволив начальнику лісової служби США Пінчоту вбити тарантула у Великому Каньйоні в 1896 році, зауваживши, що „він мав стільки ж прав перебувати тут, скільки й ми“.
Мюїр прийшов до важливого висновку, що все в природі в першу чергу існує для себе. Все має свою самоцінність. „І хіба увесь світ, земля не будуть страждати, якщо вбити хоч одне з її створінь?“. Так, за Мюїром, гримучі змії гарні самі по собі.
Якось Мюїр випадково набрів в канадському болоті на дикі орхідеї. Вони викликали в нього сльози, бо він знав, що ці орхідеї росли абсолютно вільно, незалежно від людей. Вони були чимось поза нами.
Мюїр часто вживав фразу „права тварин“. „Чому людина повинна вважати себе вище, ніж будь-яке інше створення на землі?“ — неодноразово запитував Мюїр. На його думку, природа створила всі творіння для того, щоб вони були щасливі, а не щоб один вид отримував щастя за рахунок іншого.
Мюїр вважав, що людство не повинно мати особливого статусу. „Наскільки вузкоегоїстічні, наскільки гонорові ми в наших правах! Наскільки сліпі щодо всіх інших створінь!“. Мюїр намагався переконати Конгрес у необхідності створення національного парку, подібного до Єлоустонського, але закон, проект якого він підготував, в 1876 році був відкинутий Комітетом Громадських Земель. Продовжуючи домагатися захисту Йосемітської Долини, Мюїр посилав до Конгресу свої статті. 30 вересня 1890 року закон про Національний парк Йосеміті, другий в Америці, разом з обґрунтуванням Мюїра, був прийнятий обома палатами Конгресу після невеликого обговорення. Це був перший у світі закон, свідомо розроблений на захист природи. Акт Йосеміту ознаменував собою великий тріумф, але Мюїр знав з досвіду, що без жорсткого контролю навіть захист закону не вбереже природу від утилітарних інстинктів. Тому в 1891 році було створено „Асоціацію захисту Йосеміту і Єлоустоуну“. Пізніше за сприяння Мюїра Йосемітський національний парк було розширено.
Одночасно Мюїр обмірковував план щодо створення державної служби, яка „мала б можливість зробити що-небудь для природи і втішити гори“.
4 червня 1892 адвокат Воррен Олні і ще 27 осіб заснували Сьєрра-Клуб, „присвятивши його дослідженню, насолоді, надання доступу в район гір на Тихоокеанському узбережжі“. Іншою важливою метою нового клубу було заручитися підтримкою суспільства та уряду щодо захисту лісів та інших об'єктів Сьєрри і гір Невади. Джон Мюїр був одноголосно обраний президентом Сьєрра-Клубу, пробувши на цій посаді 22 роки — аж до самої смерті.
Мюїр відкидав романтичну схильність затримуватися на пейзажах і наполягав на об'єктивній оцінці природи, він нарікав на зневажливе ставлення більшості людей до боліт або пустель, вважаючи, що вони керуються умовними естетичними стандартами. Мюїр один з перших запропонував „три незалежних аксіоми цінностей -“ духовної корисності» природи, корисності для людей і божественну цінність".
Мюїр, кажучи сучасною мовою екофілософів, позначив релігійну, господарську і духовну цінність природи. «Більшість цивілізованих людей агресивно налаштовані проти всього, що не можна зважити на вагах або виміряти аршином. Але ми знаємо, що багато чого з того, що найбільш реально, не може мати якості литого заліза або проникнути в людську плоть», — говорив Джон Мюїр. Наприкінці свого життя в «Наших національних парках» він писав: «Спостерігачеві гірського пейзажу здається, що він здатний долучитися до думок Бога, день здається нескінченним, сонце здається застиглим. Багато галасу піднято навколо уривка з Біблії, який розповідає про сонце, застигле для Ісуса. Тут ви можете дізнатися, що таке диво може статися для будь-якого справжнього любителя гір, для будь-кого, хто робить щось гідне, споглядає щось гідне споглядання. Один день подібний тисячі років, і поки ви перебуваєте у плоті, ви насолоджуєтеся безсмертям».
У 1908 році було запропоновано план побудувати дамбу в каньйоні Хетч-Хетчі в Національному парку Йосеміті. Боротьба між захисниками долини Хетч-Хетчі і прихильниками дамби тривала понад п'ять років. Джон Мюїр і його друзі організували безпрецедентну за своїм розмахом компанію в пресі. Бажаючи підняти статус долини Хетч-Хетчі, як об'єкта дикої природи, він використовував принцип священності, оголосивши її священною: «Ці руйнівники храмів, прихильники спустошливої діяльності, здається, повністю нехтують Природою і замість того, щоб піднімати свої погляди до Бога гір, піднімають їх до Всемогутнього Долара. Гребля Хетч-Хетчі! Гребля для резервуарів води на місці соборів, церков щоб не було більше святих храмів у серцях людей!». Щоб підбадьорити своїх прихильників, Мюїр говорив, що йому в боротьбі за заповідну долину допомагає сам Бог, і це є битва між добром і злом. Дика природа для Джона Мюіра була храмом, де він пізнавав і боготворив Бога, і тому захист природи ставав для нього священною війною. Він жорстоко критикував всіх, хто мав намір зруйнувати храм природи, і називав цих людей слугами «Князя Темряви».
Мюїр намагався переконати громадськість і уряд, що національні парки і заказники корисні не тільки як ресурси деревини і води, але насамперед як джерела життя. «Я хотів бути таким п'яним і „секвойним“ (від дерева секвоя), щоб проповідувати земні ліси всьому світу, що походить від цієї божественної дикої природи», — писав Мюїр. На його думку, в усі часи з Христа і до нього Бог піклувався про дерева, рятуючи від хвороб, бур і повеней, але він не може захистити їх від дурнів — тільки дядько Сем може зробити це. На жаль, лобісти греблі, підтримані промисловцями, виявилися сильнішими від природоохоронців, схиливши на свій бік Конгрес і нового президента США. У 1913 році дамба отримала схвалення Конгресу. «Вони вбили мене», — дізнавшись сумну новину, вигукнув Мюїр. Розгромлений і розчарований, Мюїр не пережив удару. Через рік Джон Мюїр помер від серцевого нападу. Але його вплив продовжував позначатися через потужні мережі любителів, які створили він і його друзі у спробі зупинити будівництво дамби. На цю групу можна було розраховувати в підтримці питань заповідання і вести битву за захист диких тварин. Незважаючи на те, що противники дамби програли свою битву з порятунку Хетч-Хетчі, вони створили потужну спадщину шляхом розвитку загальнонаціонального кола прихильників і навчаючись чинити політичний вплив.
«Мюїр є батьком американського руху за збереження природи; його вплив проявився в найбільшій мірі в діяльності Сьєрра-Клубу, в прямому вкладі в організацію перших шести національних парків, у створенні радикальної суспільної традиції в справі збереження природи. Мюїра краще розуміти як одного з тих рідкісних людей, чиє життя об'єднує теорію і практику; як американського вченого, який не тільки розмірковував, але і міняв світ»,-писав американський екофілософ Макс Оелшлегер.
Незважаючи на те, що битву за долину Хетч-Хетчі було програно американськими природоохоронцями (в 1923 році долину Хетч-Хетчі було залито водою), вони виграли в іншому. Уряд США, наляканий небувалим розмахом громадської компанії на захист долини, організованої Мюїром і його прихильниками, вирішив їх якось заспокоїти, і пішов в 1916 році на створення першої в світі державної природоохоронної організації — Служби національних парків США (до цього американські національні парки охоронялися військовими). Таким чином було запроваджено в життя ще одну ідею Джона Мюїра.

## Публікації

### Книжки
- Muir J. To Yosemite and Beyond. Writings from the years 1863—1875. — Madison, 1980.
- Muir J. A thousand mile walk to the Gulf Boston.- 1981.
- John Muir: Spiritual Writings (Released July 2013 — Orbis Books)
- Studies in the Sierra (1950 reprint of serials from 1874)
- Picturesque California (1888—1890)
- The Mountains of California [Архівовано 27 червня 2014 у Wayback Machine.]. New York: Century, 1894.
- Our National Parks [Архівовано 27 червня 2014 у Wayback Machine.]. Boston: Houghton, Mifflin, 1901.
- Stickeen: The Story of a Dog [Архівовано 27 червня 2014 у Wayback Machine.]. Boston: Houghton, Mifflin, 1909.
- My First Summer in the Sierra [Архівовано 27 червня 2014 у Wayback Machine.]. Boston: Houghton Mifflin, 1911.
- Edward Henry Harriman [Архівовано 27 червня 2014 у Wayback Machine.]. Garden City, N.Y.: Doubleday, Page, 1911.
- The Yosemite [Архівовано 27 червня 2014 у Wayback Machine.]. New York: Century, 1912.
- The Story of My Boyhood and Youth [Архівовано 27 червня 2014 у Wayback Machine.]. Boston: Houghton Mifflin, 1913.
- Travels in Alaska [Архівовано 27 червня 2014 у Wayback Machine.]. Boston: Houghton Mifflin, 1915.
- Letters to a Friend [Архівовано 27 червня 2014 у Wayback Machine.]. Boston: Houghton Mifflin, 1915.
- A Thousand-mile Walk to the Gulf [Архівовано 27 червня 2014 у Wayback Machine.]. Boston: Houghton Mifflin, 1916.
- The Cruise of the Corwin [Архівовано 27 червня 2014 у Wayback Machine.]. Boston: Houghton Mifflin, 1917.
- Steep Trails [Архівовано 27 червня 2014 у Wayback Machine.]. Boston: Houghton, 1918.
- Nature Writings: The Story of My Boyhood and Youth; My First Summer in the Sierra; The Mountains of California; Stickeen; Selected Essays. New York: Library of America, 1997.
- Gifford, Terry. John Muir: His Life and Letters and Other Writings. London: Seattle: Mountaineers, 1996.

### Статті, доступні в Інтернеті
- «Alaska. The Discovery of Glacier Bay»
- «The American Forests»
- «Among the Animals of the Yosemite»
- «Among the Birds of the Yosemite [Архівовано 12 грудня 2012 у Archive.is]»
- «The Coniferous Forests of the Sierra Nevada»
- «Features of the Proposed Yosemite National Park [Архівовано 12 грудня 2012 у Archive.is]»
- «The Forests of Yosemite Park»
- «Fountains and Streams of the Yosemite [Архівовано 10 грудня 2012 у Archive.is]»
- «In the Heart of the California Alps»
- «Living Glaciers of California [Архівовано 10 грудня 2012 у Archive.is]»
- «The New Sequoia Forests of California [Архівовано 12 грудня 2012 у Archive.is]»
- «A Rival of the Yosemite, King's River Canon [Архівовано 10 грудня 2012 у Archive.is]»
- «Snow-Storm on Mount Shasta [Архівовано 10 грудня 2012 у Archive.is]»
- «Studies in the Sierra: The Glacier Meadows of the Sierra»
- «Studies in the Sierra: The Mountain Lakes of California»
- «Studies in the Sierra: The Passes of the Sierra»
- «The Treasures of the Yosemite [Архівовано 12 грудня 2012 у Archive.is]»
- «The Wild Gardens of the Yosemite Park»
- «The Wild Parks and Forest Reservations of the West»
- «The Wild Sheep of the Sierra»
- «The Yellowstone National Park»
- «The Yosemite National Park»